# Symphypyga
Symphypyga es un género de hemípteros auquenorrincos de la familia Cicadellidae. Incluye las siguientes especies.

## Especies
- Symphypyga obsoleta Haupt, 1917
- Symphypyga repetekia Kusnezov, 1929